# Singapore i olympiska sommarspelen 2008
Singapore i olympiska sommarspelen 2008 bestod av 25 idrottare som blivit uttagna av Singapores olympiska kommitté.

## Badminton
- Huvudartikel: Badminton vid olympiska sommarspelen 2008
- Herrar

| Namn          | Gren   | 32-delsfinal | 16-delsfinal                 | 8-delsfinal      | Kvartsfinal      | Semifinal        | Final            | Final            |                  |
| Namn          | Gren   | Resultat     | Resultat                     | Resultat         | Resultat         | Resultat         | Resultat         | Plats            |                  |
| ------------- | ------ | ------------ | ---------------------------- | ---------------- | ---------------- | ---------------- | ---------------- | ---------------- | ---------------- |
| Ronald Susilo | Singel |              | (2) Lee (MAS) L 13-21, 14-21 | Gick inte vidare | Gick inte vidare | Gick inte vidare | Gick inte vidare | Gick inte vidare | Gick inte vidare |

- Damer

| Namn                  | Gren   | 32-delsfinal | 16-delsfinal              | 8-delsfinal                                 | Kvartsfinal                      | Semifinal        | Final            | Final            |                  |
| Namn                  | Gren   | Resultat     | Resultat                  | Resultat                                    | Resultat                         | Resultat         | Resultat         | Plats            |                  |
| --------------------- | ------ | ------------ | ------------------------- | ------------------------------------------- | -------------------------------- | ---------------- | ---------------- | ---------------- | ---------------- |
| Xing Aiying           | Singel |              | Konon (BLR) L 19-21 12-21 | Gick inte vidare                            | Gick inte vidare                 | Gick inte vidare | Gick inte vidare | Gick inte vidare | Gick inte vidare |
| Jiang Yanmei Li Yujia | Dubbel |              |                           | \|Lee och Mangkalakiri (USA) W 21-12, 21-12 | Lee och Lee (KOR) L 15-21, 12-21 | Gick inte vidare | Gick inte vidare | Gick inte vidare |                  |

- Mixed

| Namn                    | Gren  | 32-delsfinal | 16-delsfinal | 8-delsfinal                            | Kvartsfinal      | Semifinal        | Final            | Final            |
| Namn                    | Gren  | Resultat     | Resultat     | Resultat                               | Resultat         | Resultat         | Resultat         | Plats            |
| ----------------------- | ----- | ------------ | ------------ | -------------------------------------- | ---------------- | ---------------- | ---------------- | ---------------- |
| Hendri Saputra Li Yujia | Mixed |              |              | Laybourn och Juhl (DEN) L 12-21, 14-21 | Gick inte vidare | Gick inte vidare | Gick inte vidare | Gick inte vidare |

## Bordtennis
- Huvudartikel: Bordtennis vid olympiska sommarspelen 2008
- Singel, herrar

| Idrottare | Gren   | Grundomgång          | Omgång 1             | Omgång 2                                           | Omgång 3                                                      | Omgång 4                                            | Kvartsfinal          | Semifinal            | Final                |  |
| Idrottare | Gren   | Motståndare Resultat | Motståndare Resultat | Motståndare Resultat                               | Motståndare Resultat                                          | Motståndare Resultat                                | Motståndare Resultat | Motståndare Resultat | Motståndare Resultat |  |
| --------- | ------ | -------------------- | -------------------- | -------------------------------------------------- | ------------------------------------------------------------- | --------------------------------------------------- | -------------------- | -------------------- | -------------------- |  |
| Gao Ning  | Singel |                      |                      |                                                    | Tan (CRO) L 6-11, 12-14, 4-11, 7-11                           | Gick inte vidare                                    | Gick inte vidare     | Gick inte vidare     | Gick inte vidare     |  |
| Yang Zi   | Singel |                      |                      | Freitas (POR) W 11-4, 6-11, 2-11, 11-3, 11-9, 11-6 | (7) Chuang (TPE) W 14-12, 7-11, 11-8, 7-11, 5-11, 11-7, 12-10 | Primorac (CRO) L 7-11, 7-11, 11-4, 11-8, 7-11, 6-11 | Gick inte vidare     | Gick inte vidare     | Gick inte vidare     |  |

- Lag, herrar

| Lag       | Poäng | Matcher | Vinster | Förluster | GW | GL |
| --------- | ----- | ------- | ------- | --------- | -- | -- |
| Tyskland  | 6     | 3       | 3       | 0         | 9  | 1  |
| Kroatien  | 5     | 3       | 2       | 1         | 6  | 4  |
| Singapore | 4     | 3       | 1       | 2         | 5  | 6  |
| Kanada    | 3     | 3       | 0       | 3         | 0  | 9  |

13 augusti
| Singapore | 3–0 | Kanada |

14 augusti
| Singapore | 1–3 | Kroatien  |
| Tyskland  | 3–1 | Singapore |

- Singel, damer

| Idrottare    | Gren   | Grundomgång          | Omgång 1             | Omgång 2             | Omgång 3                                   | Omgång 4                                                     | Kvartsfinal                                         | Semifinal                                       | Final                                               |   |
| Idrottare    | Gren   | Motståndare Resultat | Motståndare Resultat | Motståndare Resultat | Motståndare Resultat                       | Motståndare Resultat                                         | Motståndare Resultat                                | Motståndare Resultat                            | Motståndare Resultat                                |   |
| ------------ | ------ | -------------------- | -------------------- | -------------------- | ------------------------------------------ | ------------------------------------------------------------ | --------------------------------------------------- | ----------------------------------------------- | --------------------------------------------------- | - |
| Feng Tianwei | Singel |                      |                      |                      | Dang (KOR) W 11-4, 11-5, 11-3, 11-5        | Li (NED) W 7-11, 13-11, 11-7, 11-5, 11-4                     | (1) Zhang (CHN) L 11-13, 14-12, 12-14, 10-12, 11-13 | Gick inte vidare                                | Gick inte vidare                                    |   |
| Li Jiawei    | Singel |                      |                      |                      | Boroš (CRO) W 11-8, 11-7, 7-11, 11-6, 11-5 | (10) Lin (HKG) W 4-11, 14-12, 10-12, 11-8, 5-11, 11-9, 13-11 | (14) Wang (USA) W 15-13, 11-6, 12-10, 13-15, 11-4   | (1) Zhang (CHN) L 11-9, 8-11, 10-12, 8-11, 5-11 | (2) Guo (CHN) L 6-11, 12-14, 11-9, 11-7, 3-11, 4-11 | 4 |
| Wang Yuegu   | Singel |                      |                      |                      | Wu (DOM) L 9-11, 11-9, 2-11, 8-11, 10-12   | Gick inte vidare                                             | Gick inte vidare                                    | Gick inte vidare                                | Gick inte vidare                                    |   |

- Lag, damer

| Lag           | Poäng | Matcher | Vinster | Förluster | GW | GL |
| ------------- | ----- | ------- | ------- | --------- | -- | -- |
| Singapore     | 6     | 3       | 3       | 0         | 9  | 0  |
| USA           | 5     | 3       | 2       | 1         | 6  | 4  |
| Nederländerna | 4     | 3       | 1       | 2         | 4  | 6  |
| Nigeria       | 3     | 3       | 0       | 3         | 0  | 9  |

13 augusti
| Singapore | 3–0 | USA     |
| Singapore | 3–0 | Nigeria |

14 augusti
| Singapore | 3–0 | Nederländerna |

|  | Semifinaler | Semifinaler | Semifinaler | Semifinaler | Semifinaler |   |   | Final | Final | Final | Final | Final |  |
|  |             |             |             |             |             |   |   |       |       |       |       |       |  |
|  |             |             |             |             |             |   |   |       |       |       |       |       |  |
|  | 1           | Kina        | 3           | 3           | 3           |   |   |       |       |       |       |       |  |
|  | 1           | Kina        | 3           | 3           | 3           |   |   |       |       |       |       |       |  |
|  | 3           | Hongkong    | 0           | 0           | 0           |   |   |       |       |       |       |       |  |
|  | 3           | Hongkong    | 0           | 0           | 0           |   | 1 | Kina  | 3     | 3     | 3     |       |  |
|  |             |             |             |             |             |   | 1 | Kina  | 3     | 3     | 3     |       |  |
|  |             |             | 2           | Singapore   | 1           | 1 | 0 |       |       |       |       |       |  |
|  | 2           | Singapore   | 2           | Singapore   | 1           | 1 | 0 | 3     | 2     | 3     |       |       |  |
|  | 2           | Singapore   |             |             |             |   |   |       |       | 3     |       |       |  |
|  | 4           | Sydkorea    | 0           | 3           | 0           |   |   |       |       |       |       |       |  |
|  | 4           | Sydkorea    | 0           | 3           | 0           |   |   |       |       |       |       |       |  |
|  |             |             |             |             |             |   |   |       |       |       |       |       |  |

## Friidrott
- Huvudartikel: Friidrott vid olympiska sommarspelen 2008

Förkortningar
- Noteringar – Placeringarna avser endast löparens eget heat
- Q = Kvalificerad till nästa omgång
- q = Kvalificerade sig till nästa omgång som den snabbaste idrottaren eller, i fältgrenarna, via placering utan att uppnå kvalgränsen.
- NR = Nationellt rekord
- N/A = Omgången ingick inte i grenen
- Bye = Idrottaren behövde inte delta i denna omgång

Herrar
Bana och landsväg
| Idrottare            | Gren  | Heat     | Heat      | Kvartsfinal      | Kvartsfinal      | Semifinal        | Semifinal        | Final            | Final            |
| Idrottare            | Gren  | Resultat | Placering | Resultat         | Placering        | Resultat         | Placering        | Resultat         | Placering        |
| -------------------- | ----- | -------- | --------- | ---------------- | ---------------- | ---------------- | ---------------- | ---------------- | ---------------- |
| Kang Li Loong Calvin | 100 m | 10.73    | 6         | Gick inte vidare | Gick inte vidare | Gick inte vidare | Gick inte vidare | Gick inte vidare | Gick inte vidare |

Damer
Fältgrenar
| Idrottare     | Gren        | Kval  | Kval      | Final            | Final            |
| Idrottare     | Gren        | Längd | Placering | Längd            | Placering        |
| ------------- | ----------- | ----- | --------- | ---------------- | ---------------- |
| Zhang Guirong | Kulstötning | 16.23 | 29        | Gick inte vidare | Gick inte vidare |

## Segling
Herrar
| Seglare                  | Gren  | Lopp | Lopp | Lopp | Lopp | Lopp   | Lopp | Lopp | Lopp | Lopp | Lopp | Lopp | Summerad poäng | Finalplacering |
| Seglare                  | Gren  | 1    | 2    | 3    | 4    | 5      | 6    | 7    | 8    | 9    | 10   | M*   | Summerad poäng | Finalplacering |
| ------------------------ | ----- | ---- | ---- | ---- | ---- | ------ | ---- | ---- | ---- | ---- | ---- | ---- | -------------- | -------------- |
| Koh Seng Leong           | Laser | 35   | 41   | 29   | 39   | 44 BFD | 33   | 23   | 3    | 36   | CAN  | EL   | 239            | 26             |
| Terence Koh Xu Yuan Zhen | 470   | 15   | 17   | 18   | 19   | 30 OCS | 8    | 10   | 19   | 27   | 26   | EL   | 159            | 22             |

M = Medaljlopp; EL = Eliminerad – gick inte vidare till medaljloppet;
Damer
| Seglare                | Gren         | Lopp | Lopp | Lopp | Lopp | Lopp | Lopp | Lopp   | Lopp | Lopp | Lopp | Lopp | Summerad poäng | Finalplacering |
| Seglare                | Gren         | 1    | 2    | 3    | 4    | 5    | 6    | 7      | 8    | 9    | 10   | M*   | Summerad poäng | Finalplacering |
| ---------------------- | ------------ | ---- | ---- | ---- | ---- | ---- | ---- | ------ | ---- | ---- | ---- | ---- | -------------- | -------------- |
| Lo Man Yi              | Laser radial | 21   | 14   | 18   | 26   | 24   | 27   | 26     | 16   | 3    | CAN  | EL   | 128            | 25             |
| Deborah Ong Toh Liying | 470          | 17   | 17   | 15   | 18   | 18   | 18   | 20 OCS | 16   | 19   | 18   | EL   | 156            | 19             |

M = Medaljlopp; EL = Eliminerad – gick inte vidare till medaljloppet;

## Simning
- Huvudartikel: Simning vid olympiska sommarspelen 2008

## Skytte
- Huvudartikel: Skytte vid olympiska sommarspelen 2008